# Fury and the Fallen Ones
 (mars 2023).
Si vous disposez d'ouvrages ou d'articles de référence ou si vous connaissez des sites web de qualité traitant du thème abordé ici, merci de compléter l'article en donnant les références utiles à sa vérifiabilité et en les liant à la section « Notes et références ».
Albums de The Ghost Inside
Returners
(2010)
Fury and the Fallen Ones est le premier album du groupe américain de hardcore mélodique The Ghost Inside.

## Chansons
| Fury and the Fallen Ones | Fury and the Fallen Ones      | Fury and the Fallen Ones | Fury and the Fallen Ones | Fury and the Fallen Ones | Fury and the Fallen Ones | Fury and the Fallen Ones | Fury and the Fallen Ones | Fury and the Fallen Ones | Fury and the Fallen Ones |
| No                       | Titre                         | Durée                    |                          |                          |                          |                          |                          |                          |                          |
| ------------------------ | ----------------------------- | ------------------------ | ------------------------ | ------------------------ | ------------------------ | ------------------------ | ------------------------ | ------------------------ | ------------------------ |
| 1.                       | Provoke                       | 2:32                     |                          |                          |                          |                          |                          |                          |                          |
| 2.                       | Destined                      | 2:22                     |                          |                          |                          |                          |                          |                          |                          |
| 3.                       | Faith Or Forgiveness          | 2:50                     |                          |                          |                          |                          |                          |                          |                          |
| 4.                       | Disintegrator                 | 3:06                     |                          |                          |                          |                          |                          |                          |                          |
| 5.                       | The Brave                     | 3:47                     |                          |                          |                          |                          |                          |                          |                          |
| 6.                       | Siren Song                    | 2:51                     |                          |                          |                          |                          |                          |                          |                          |
| 7.                       | Shiner                        | 3:37                     |                          |                          |                          |                          |                          |                          |                          |
| 8.                       | Revolutionary (Bang the Drum) | 3:13                     |                          |                          |                          |                          |                          |                          |                          |
| 9.                       | Inherent Youth                | 2:51                     |                          |                          |                          |                          |                          |                          |                          |
| 10.                      | Smoke and Signal Fires        | 2:19                     |                          |                          |                          |                          |                          |                          |                          |
| 11.                      | The Lion War                  | 2:22                     |                          |                          |                          |                          |                          |                          |                          |
| 12.                      | Blue and Gold                 | 3:14                     |                          |                          |                          |                          |                          |                          |                          |
| 35:03                    |                               |                          |                          |                          |                          |                          |                          |                          |                          |

## Membres du groupe
- Jonathan Vigil - Chant
- Aaron Brooks - Guitare, chœurs
- Soyer Cole - Guitare
- Tyler Watamanuk - Basse
- KC Stockbridge- Batterie, percussions, chœurs